# Кокс, Алан
Алан Кокс (англ. Alan Cox, род. 22 июля 1968, Суонси) — британский программист, один из ведущих разработчиков ядра Linux. Лауреат Free Software Award (2003).
Проживает в Суонси. В университете Суонси осуществил одну из самых ранних инсталляций Linux в крупной сети, что помогло выявить значительное число ошибок в сетевой подсистеме. Поддерживал ветку 2.2 и свою собственную версию ветки 2.4, отличавшуюся высокой стабильностью. Также участвует в проектах GNOME и X.Org. Участвовал в проекте урезанного ядра для встроенных систем ELKS (англ. Embeddable Linux Kernel Subset). В студенческие годы был одним из разработчиков онлайновой игры AberMUD.
Противник патентов на программное обеспечение, американских законов о защите авторских прав, таких как DMCA и CBDTBA. После ареста Дмитрия Склярова по обвинению в нарушении DMCA призвал разработчиков бойкотировать любые мероприятия, проводимые на территории США.